# تاكاهيرو ياماموتو
تاكاهيرو ياماموتو (باليابانية: 山本 貴広) (30 يوليو 1975 في شيزوكا في اليابان – )؛ هو لاعب كرة قدم سابق كان يلعب كمدافع.